# Хронска Дубрава
Хронска Дубрава (слч. Hronská Dúbrava) насељено је мјесто са административним статусом сеоске општине (слч. obec) у округу Жјар на Хрону, у Банскобистричком крају, Словачка Република.

## Становништво
| Година:    | 1994. | 2004.   | 2014.   | 2024.   |
| ---------- | ----- | ------- | ------- | ------- |
| Број људи: | 392   | 412     | 415     | 419     |
| Разлика:   |       | +5,10 % | +0,72 % | +0,96 % |

| Година:    | 2023. | 2024.   |
| ---------- | ----- | ------- |
| Број људи: | 424   | 419     |
| Разлика:   |       | -1,17 % |

Према подацима о броју становника из 2011. године насеље је имало 417 становника.